# Okumura Yoshiyuki
Yoshiyuki Okumura (sinh ngày 21 tháng 1 năm 1993) là một cầu thủ bóng đá người Nhật Bản.

## Sự nghiệp câu lạc bộ
Yoshiyuki Okumura đã từng chơi cho Gainare Tottori.